# Agua de Niño
Agua de Niño är en ort i Mexiko.   Den ligger i kommunen Santa María Chilchotla och delstaten Oaxaca, i den sydöstra delen av landet, 280 km sydost om huvudstaden Mexico City. Agua de Niño ligger 284 meter över havet och antalet invånare är 111.
Terrängen runt Agua de Niño är bergig åt nordväst, men åt sydost är den kuperad. Runt Agua de Niño är det ganska tätbefolkat, med 65 invånare per kvadratkilometer. Närmaste större samhälle är Huautla de Jiménez, 18,3 km sydväst om Agua de Niño. I omgivningarna runt Agua de Niño växer i huvudsak städsegrön lövskog.